# Кальвіне
Кальвіне́ (фр. Calvinet) — колишній муніципалітет у Франції, у регіоні Овернь-Рона-Альпи, департамент Канталь. Населення — 495 осіб (2011).
Муніципалітет був розташований на відстані близько 460 км на південь від Парижа, 135 км на південний захід від Клермон-Феррана, 24 км на південь від Оріяка.

## Історія
До 2015 року муніципалітет перебував у складі регіону Овернь. Від 1 січня 2016 року належав до нового об'єднаного регіону Овернь-Рона-Альпи.
1 січня 2019 року Кальвіне і Муржу було об'єднано в новий муніципалітет Пюїкапель.

## Демографія
Динаміка населення (INSEE ):
Розподіл населення за віком та статтю (2006):
| Стать | Всього | До 15 років | 15-24 | 25-44 | 45-64 | 65-85 | Понад 85 |
| --- | ------ | ----------- | ----- | ----- | ----- | ----- | -------- |
| Чоловіки | 234    | 44          | 4     | 75    | 44    | 59    | 8        |
| Жінки | 238    | 36          | 20    | 59    | 44    | 71    | 8        |
| \| Статево-вікова піраміда \| Статево-вікова піраміда \| Статево-вікова піраміда \| \| ----------------------- \| ----------------------- \| ----------------------- \| \| Чоловіки \| Вік \| Жінки \| \| 8 \| 85 + \| 8 \| \| 4 \| 80-84 \| 8 \| \| 27 \| 75-79 \| 20 \| \| 20 \| 70-74 \| 16 \| \| 8 \| 65-69 \| 27 \| \| 4 \| 60-64 \| 16 \| \| 24 \| 55-59 \| 4 \| \| 8 \| 50-54 \| 4 \| \| 8 \| 45-49 \| 20 \| \| 16 \| 40-44 \| 8 \| \| 4 \| 35-39 \| 12 \| \| 31 \| 30-34 \| 12 \| \| 24 \| 25-29 \| 27 \| \| 0 \| 20-24 \| 12 \| \| 4 \| 15-20 \| 8 \| \| 8 \| 10-14 \| 12 \| \| 16 \| 5-9 \| 16 \| \| 20 \| 0-4 \| 8 \| |        |             |       |       |       |       |          |
| Статево-вікова піраміда |        |             |       |       |       |       |          |
| Чоловіки | Вік    | Жінки       |       |       |       |       |          |
| 8 | 85 +   | 8           |       |       |       |       |          |
| 4 | 80-84  | 8           |       |       |       |       |          |
| 27 | 75-79  | 20          |       |       |       |       |          |
| 20 | 70-74  | 16          |       |       |       |       |          |
| 8 | 65-69  | 27          |       |       |       |       |          |
| 4 | 60-64  | 16          |       |       |       |       |          |
| 24 | 55-59  | 4           |       |       |       |       |          |
| 8 | 50-54  | 4           |       |       |       |       |          |
| 8 | 45-49  | 20          |       |       |       |       |          |
| 16 | 40-44  | 8           |       |       |       |       |          |
| 4 | 35-39  | 12          |       |       |       |       |          |
| 31 | 30-34  | 12          |       |       |       |       |          |
| 24 | 25-29  | 27          |       |       |       |       |          |
| 0 | 20-24  | 12          |       |       |       |       |          |
| 4 | 15-20  | 8           |       |       |       |       |          |
| 8 | 10-14  | 12          |       |       |       |       |          |
| 16 | 5-9    | 16          |       |       |       |       |          |
| 20 | 0-4    | 8           |       |       |       |       |          |

## Економіка
2010 року серед 260 осіб працездатного віку (15—64 років) 201 була активною, 59 — неактивними (показник активності 77,3%, у 1999 році було 60,6%). З 201 активної мешканців працювали 182 особи (96 чоловіків та 86 жінок), безробітними було 19 (6 чоловіків та 13 жінок). Серед 59 неактивних 21 особа була учнем чи студентом, 27 — пенсіонерами, 11 були неактивними з інших причин.

У 2010 році в муніципалітеті числилось 200 оподаткованих домогосподарств, у яких проживали 423,0 особи, медіана доходів виносила 16 109 євро на одного особоспоживача